# Турчанинофф, Мария
Мария Турчанинофф (швед. Maria Turtschaninoff; род. 1977, Хельсинки, Финляндия) — финская шведоязычная писательница, награждённая самой престижной премией в области детской и юношеской литературы — Finlandia Junior (2014). В 2017 году была награждена Большой премией Шведского культурного фонда.
Писательница имеет степень магистра философии Гётеборгского университета, где специализировалась на экологии окружающей среды.

## Творчество
Первой книгой писательницы стала поваренная книга «Min mat och mammas», написанная вместе с матерью Кристиной Сааруккой (Christine Saarukka).
В 2008 году роман «Arra» номинировался на премию Finlandia Junior и был удостоен награды от Общества шведоязычной литературы. В октябре 2014 года роман «Maresi, Krönikor från Röda klostret» («Мареси — хроника Красного монастыря») был удостоен премии Finlandia Junior.